# Santa María (Isún de Basa)

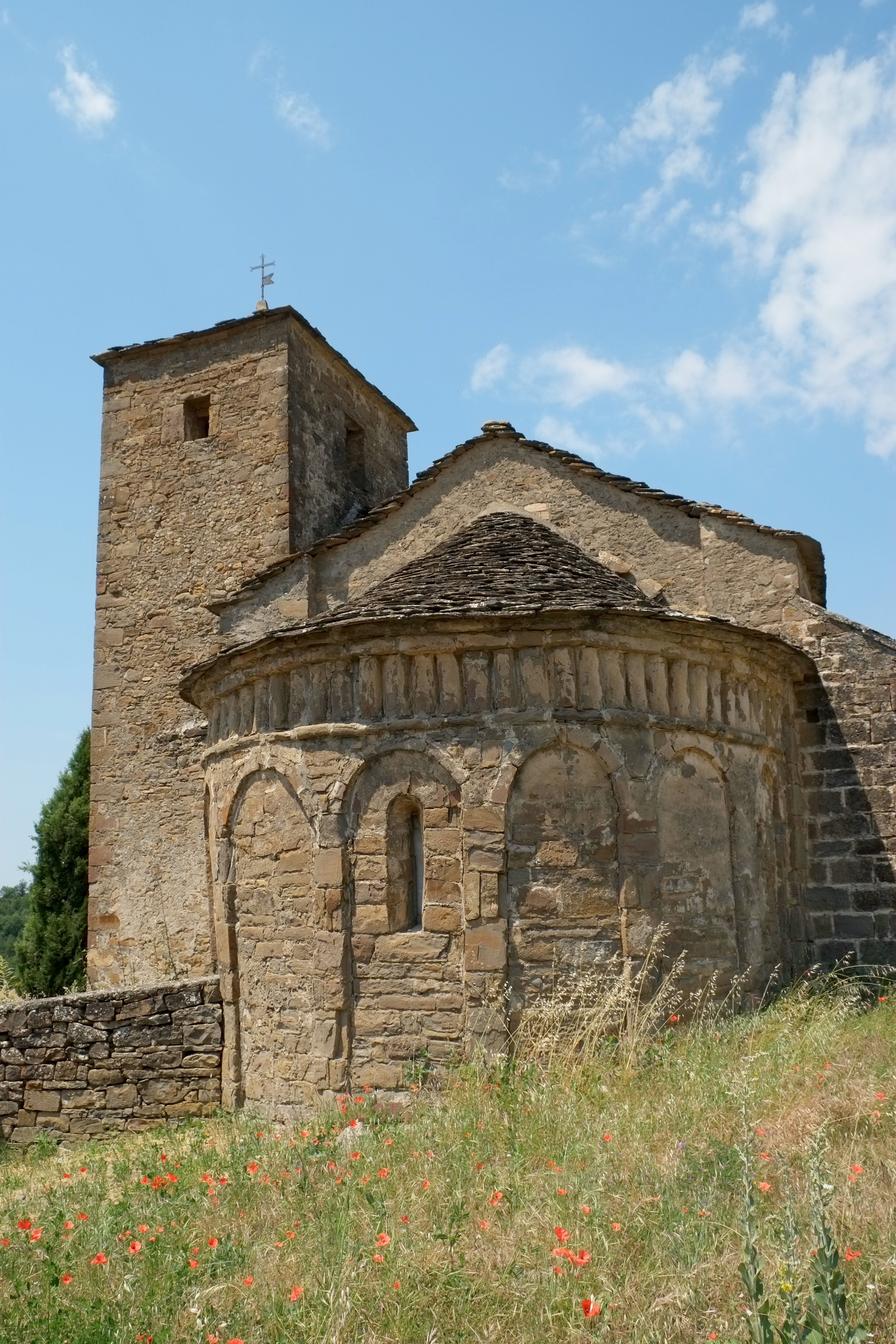
Kirche Santa María

Die römisch-katholische Pfarrkirche Santa María in Isún de Basa, einem Ortsteil der Gemeinde Sabiñánigo in der spanischen Provinz Huesca der Autonomen Gemeinschaft Aragonien, wurde im 11. Jahrhundert errichtet. Die romanische Kirche ist seit 1982 ein geschütztes Baudenkmal (Bien de Interés Cultural).

## Architektur
Die der Muttergottes geweihte Kirche wurde um 1060 mit dem Chor begonnen und im 12. Jahrhundert mit dem Kirchenschiff abgeschlossen. Die Kirche ist aus sorgfältig bearbeiteten Werksteinen errichtet. Der halbrunde Chor wird von sieben Blendarkaden gegliedert, über denen ein Fries mit Rundstäben verläuft. Der Turm wurde in gotischer Zeit hinzugefügt. Ein schlichtes rundbogiges Portal befindet sich an der Südseite.